# Sebastian Schindzielorz
Sebastian Schindzielorz est un footballeur allemand né le 21 janvier 1979 à Krapkowice en Pologne. Il évolue actuellement au poste de milieu de terrain pour le VfL Wolfsburg en Bundesliga.

## Palmarès
- FC Cologne
  - Vainqueur de la 2. Liga : 2005
- VfL Wolfsburg
  - Vainqueur du Championnat d'Allemagne : 2009